# Metallica 808
Metallica 808 – trzeci singel polskiego duetu Taconafide, czyli rapera Taco Hemingwaya i Quebonafide, promujący album zatytułowany Soma 0,5 mg. Wydawnictwo w formie digital download ukazało się 4 kwietnia 2018 roku nakładem Taco Corp. Napisany przez Filipa Szcześniaka oraz Kubę Grabowskiego, a wyprodukowany przez Zeppy Zep został zarejestrowany w Nobocoto Studio. 

## Przyjęcie
Singiel zebrał bardzo mieszane recenzje. 
Krytyk Piotr Szwed ze strony Screenagers.pl w swojej recenzji przyznał mu tylko jedną gwiazdkę w skali na dziesięć. Napisał, że singiel to "wyjątkowe złe zło" i rzadko zdarza się taki utwór twórcom którzy posiadają jakieś umiejętności. W swoim artykule stwierdził, że porównania do Republiki czy zespołu Metalliki są tutaj totalnie nie na miejscu. Rafał Samborski z portalu Interia.pl w swojej recenzji płyty, wyróżnił podkład muzyczny singla z wykorzystaniem samplowanych dźwięków gitary. Maciej Wernio z portalu Noizz w swojej recenzji napisał pochwalił singiel za wykorzystanie fajnych skojarzeń, porównań i wielokrotnych rymów.
Singiel w dniu premiery został obejrzany ponad milion razy w serwisie YouTube, ostatecznie osiągając wynik ponad 13 mln wyświetleń.

## Notowania

### Listy przebojów
| Autor   | Notowanie          | Najwyższa pozycja |
| ------- | ------------------ | ----------------- |
| Spotify | Spotify Chart Week | 2                 |

## Personel
Książeczka dodana do płyty oraz Itunes/Youtube wymieniają następujących członków zespołu.
| - Filip Szcześniak – słowa, rap, śpiew - Kuba Grabowski – słowa, rap, śpiew - Karol „Solar” Poziemski – realizacja i produkcja wokali - DJ Johny – realizacja, produkcja i miksowanie wokali - Rafał Smoleń – miksowanie, mastering |